# Fiorentina (manzana)
Fiorentina es el nombre de una variedad cultivar de manzano (Malus domestica). Manzana antigua de la herencia originaria de Pieve Santo Stefano Provincia de Arezzo en la región de Toscana. El cultivar está en peligro de extinción y es probable que la variedad se haya difundido en la zona antes que las variedades producidas con mejoramiento genético.

## Sinónimos
- "Mela Fiorentina"
- "Manzana Fiorentina".

## Historia
Manzana antigua de la herencia originaria de Pieve Santo Stefano Provincia de Arezzo en la región de Toscana, de donde se obtuvieron esquejes de árboles antiguos aún vivos, para conservar en el banco de germoplasma regional de "germoplasma.arsia.toscana".
Las plantas sobrevivientes de esta variedad se caracterizan por un tamaño considerable y una edad respetable. Estas plantas normalmente no se someten a tratamientos de cultivos agrícolas, aunque siguen dando frutos, lo que nos da la libertad de pensar que esta variedad es muy resistente al estrés biótico y físico.

## Características
'Fiorentina' es un árbol de un vigor vegetativo alto y un hábito de crecimiento normal, con una productividad alta y constante. El árbol requiere un suelo rico en nutrientes y un lugar cálido. Tiene un tiempo de floración que comienza a partir del 10 de mayo con el 10% de floración, para el 14 de mayo tiene una floración completa (80%), y para el 22 de mayo tiene un 90% caída de pétalos.
'Fiorentina' tiene una talla de fruto pequeño a medio dependiendo de la cantidad de raleo practicada; forma planas, circulares, simétricas; con nervaduras muy débiles, y corona débil; epidermis tiende a ser lisa, dura gruesa con color de fondo es amarillo, con un sobre color lavado rosado posiblemente rojo más intenso en la cara expuesta al sol, importancia del sobre color medio-débil, y patrón del sobre color chapa/moteado, presenta numerosas pequeñas lenticelas más claras, ruginoso-"russeting" (pardeamiento áspero superficial que presentan algunas variedades) débil; cáliz es grande y semi abierto, con pétalos cortos colocados en una cuenca ancha y poco profunda; pedúnculo es muy corto y grueso, colocado en una cavidad moderadamente profunda y estrecha que tiene ruginoso-"russeting" en la pared; carne de color crema, tienen una pulpa de grano fino, compacto crujiente, de sabor dulce y tiene un distintivo regusto ligeramente ácido.
Su tiempo de recogida de cosecha después de la fiesta de San Francisco (4 de octubre). Los frutos tienen una vida útil alta y se conservan fácilmente en fresco sobre cama de paja seca, hasta la primavera siguiente a la cosecha. El fruto gracias a su piel gruesa resiste muy bien el manejo.

## Usos
- Apta para el consumo en fresco durante todo el invierno,
- También se utiliza para cocinar o utilizar como ingrediente de platos tradicionales, mantiene su forma en las manipulaciones,
- Esta variedad, como otras de piel gruesa, podía utilizarse, una vez vaciada la pulpa, para hacer pequeñas velas para decorar la mesa.[4][2]

## Susceptibilidades
Las plantas del municipio de Pieve Santo Stefano resultaron insensibles a pulgón , oídio y sarna del manzano , no presentando patologías significativas en el fruto en el momento de la cosecha.